# Upplunden
Upplunden är en sjö i Hagfors kommun i Värmland och ingår i Göta älvs huvudavrinningsområde. Sjön är 9 meter djup, har en yta på 1,9 kvadratkilometer och befinner sig 203,1 meter över havet. Sjön avvattnas av vattendraget Tranebergsälven. Vid provfiske har abborre, gädda, löja och mört fångats i sjön.

## Delavrinningsområde
Upplunden ingår i det delavrinningsområde (666256-139333) som SMHI kallar för Utloppet av Upplunden. Medelhöjden är 243 meter över havet och ytan är 17,27 kvadratkilometer. Räknas de 2 avrinningsområdena uppströms in blir den ackumulerade arean 70,41 kvadratkilometer. Tranebergsälven som avvattnar avrinningsområdet har biflödesordning 3, vilket innebär att vattnet flödar genom totalt 3 vattendrag innan det når havet efter 375 kilometer. Avrinningsområdet består mestadels av skog (68 procent). Avrinningsområdet har 2,83 kvadratkilometer vattenytor vilket ger det en sjöprocent på 16,4 procent.